# Adamiti

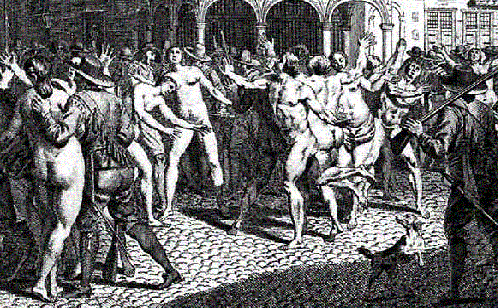
Adamiti che ballano nudi in strada

Gli adamiti erano gli aderenti di una setta cristiana diffusa nell'Africa settentrionale intorno al IV secolo. Essi si rifacevano ai tempi di Adamo prima che conoscesse il peccato e viveva nudo. In realtà diverse sette cristiane possono essere annoverate in questo raggruppamento, come gli adamiani, una piccola setta gnostica sviluppatasi tra il II ed il  III secolo di cui ci parlano sia sant'Agostino che sant'Epifanio, o i turlupini nella Francia medioevale del 1370; in ogni caso tutti furono considerati eretici e antinomisti dalla Chiesa cattolica.
Essi proclamavano che si dovesse ritrovare l'originaria innocenza di Adamo che, fino a quando non conobbe il peccato, visse completamente nudo. Affermavano che il corpo era l'opera di Dio e che pertanto non doveva essere coperto e la sua nudità non era peccato. Le varie sette che vennero definite adamite mettevano in comune ogni cosa, compresi i partner, e vivevano in un contesto di assoluta libertà sessuale.
Eretici con idee simili risorsero nel corso del Medioevo. Nel Duecento le Fiandre furono scosse dagli insegnamenti di un certo Tanchelmo. Un secolo dopo, in Francia, nacque il movimento del Libero Spirito. Tra il Quattrocento e il Cinquecento nuove tendenze adamitiche attecchirono in Boemia e Germania fra i taboriti e gli anabattisti. Benché venissero duramente repressi, gli eretici fecero nuovamente capolino in Savoia e nei Paesi Bassi tra il Sei-Settecento. L'ultima testimonianza risale al 1848 in Austria.